# پاندای کونگ‌فوکار: اسرار استادان
پاندای کونگ‌فوکار: اسرار استادان (به انگلیسی: UK Fu Panda: Secrets of the Masters) یک پویانمایی کوتاه به کارگردانی تونی لئوندیس است که در سال ۲۰۱۱ منتشر شد.

## بازیگران
- جک بلک
- آنجلینا جولی
- رندل دوک کیم
- دنیس هیزبرت
- تونی لئوندیس
- داستین هافمن